# La Chapelle-sur-Dun
Pour les articles homonymes, voir La Chapelle et Dun.
Ne doit pas être confondu avec La Chapelle-sous-Dun.
La Chapelle-sur-Dun est une commune française située dans le département de la Seine-Maritime en région Normandie.

## Géographie

### Localisation
| Sotteville-sur-Mer |                     | Le Bourg-Dun          |
|                    | La Chapelle-sur-Dun | Saint-Pierre-le-Vieux |
| Blosseville        | La Gaillarde        |                       |

### Hydrographie
La commune est située dans le bassin Seine-Normandie. Elle n'est drainée par aucun cours d'eau,.

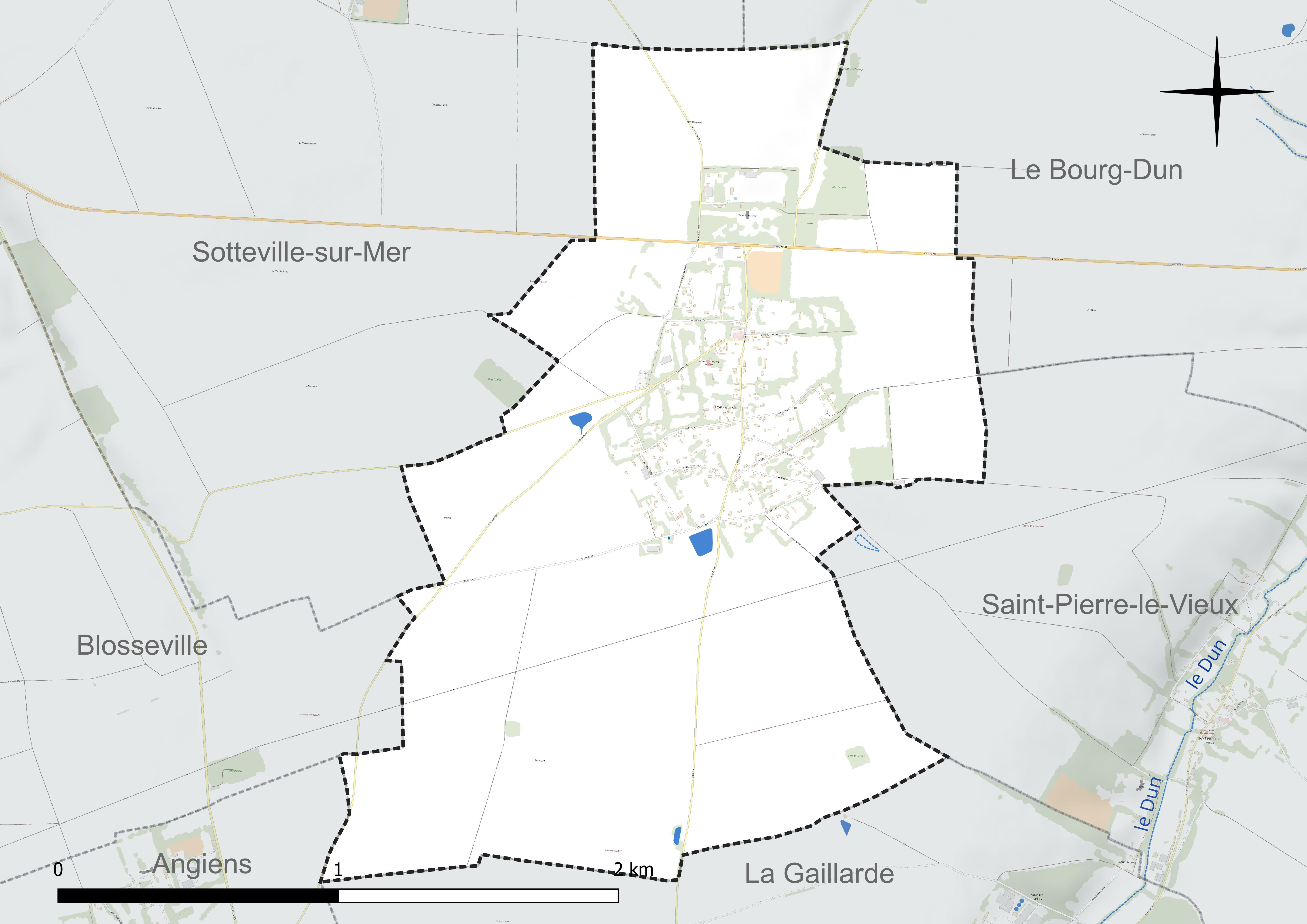
Réseau hydrographique de la Chapelle-sur-Dun.

### Climat
Pour des articles plus généraux, voir Climat de la Normandie et Climat de la Seine-Maritime.
En 2010, le climat de la commune est de type climat océanique franc, selon une étude du CNRS s'appuyant sur une série de données couvrant la période 1971-2000. En 2020, Météo-France publie une typologie des climats de la France métropolitaine dans laquelle la commune est exposée à un climat océanique et est dans la région climatique Côtes de la Manche orientale, caractérisée par un faible ensoleillement (1 550 h/an) ; forte humidité de l’air (plus de 20 h/jour avec humidité relative > 80 % en hiver), vents forts fréquents. Parallèlement le GIEC normand, un groupe régional d’experts sur le climat, différencie quant à lui, dans une étude de 2020, trois grands types de climats pour la région Normandie, nuancés à une échelle plus fine par les facteurs géographiques locaux. La commune est, selon ce zonage, exposée à un « climat maritime », correspondant au Pays de Caux, frais, humide et pluvieux, légèrement plus frais que dans le Cotentin.
Pour la période 1971-2000, la température annuelle moyenne est de 10,7 °C, avec une amplitude thermique annuelle de 13 °C. Le cumul annuel moyen de précipitations est de 941 mm, avec 13,3 jours de précipitations en janvier et 8,6 jours en juillet. Pour la période 1991-2020, la température moyenne annuelle observée sur la station météorologique la plus proche, située sur la commune de Dieppe à 18 km à vol d'oiseau, est de 11,3 °C et le cumul annuel moyen de précipitations est de 805,2 mm,. Pour l'avenir, les paramètres climatiques de la commune estimés pour 2050 selon différents scénarios d’émission de gaz à effet de serre sont consultables sur un site dédié publié par Météo-France en novembre 2022.

## Urbanisme

### Typologie
Au 1er janvier 2024, La Chapelle-sur-Dun est catégorisée commune rurale à habitat dispersé, selon la nouvelle grille communale de densité à sept niveaux définie par l'Insee en 2022.
Elle est située hors unité urbaine et hors attraction des villes,.

### Occupation des sols
L'occupation des sols de la commune, telle qu'elle ressort de la base de données européenne d’occupation biophysique des sols Corine Land Cover (CLC), est marquée par l'importance des territoires agricoles (88,5 % en 2018), une proportion identique à celle de 1990 (88,5 %). La répartition détaillée en 2018 est la suivante : 
terres arables (79,9 %), zones urbanisées (11,5 %), prairies (8,5 %). L'évolution de l’occupation des sols de la commune et de ses infrastructures peut être observée sur les différentes représentations cartographiques du territoire : la carte de Cassini (XVIIIe siècle), la carte d'état-major (1820-1866) et les cartes ou photos aériennes de l'IGN pour la période actuelle (1950 à aujourd'hui).

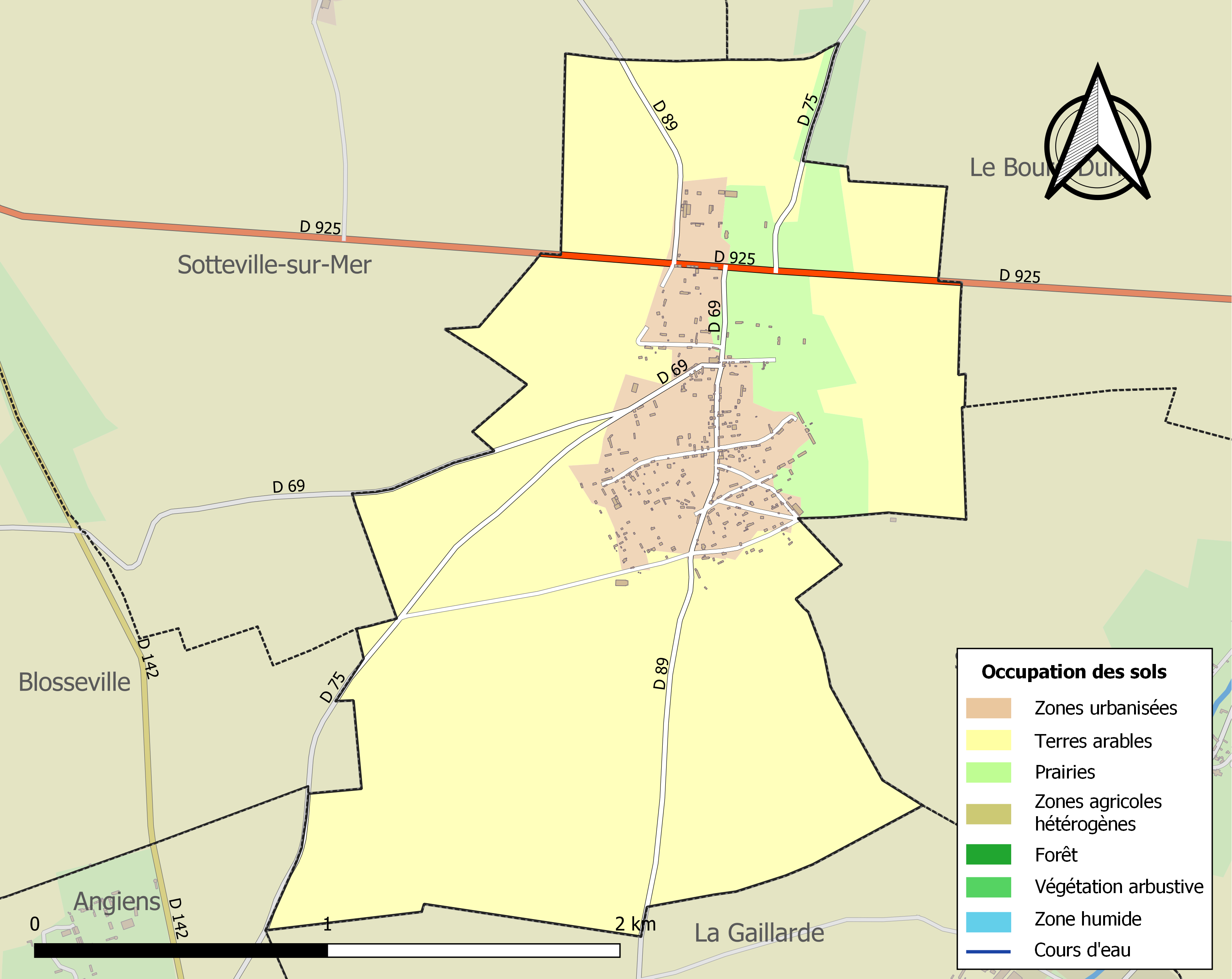
Carte des infrastructures et de l'occupation des sols de la commune en 2018 (CLC).

## Toponymie
Le nom de la localité est attesté sous les formes In Capella en 1166, 1172 et 1173 ; Ecclesia de Capella super Burgum Dunni vers 1240 ; Cappella supra Bourdum Duni en 1337 (Longnon) ; La Capelle sur Dun en 1403 ; La Chapelle en 1629 ; Chapelle sur Dun en 1672 ; Notre Dame de la Chapelle sur Dun en 1714 ; La Chapelle sur Dun en 1715 (Frémont), en 1757 (carte de Cassini) ; La Chapelle-sur-Dun en 1893.
Dun est un toponyme celtique, désignant une forteresse ou un lieu en hauteur.

## Politique et administration
| Période                                  | Période                    | Identité                   | Étiquette | Qualité                                  |
| ---------------------------------------- | -------------------------- | -------------------------- | --------- | ---------------------------------------- |
| Les données manquantes sont à compléter. |                            |                            |           |                                          |
| avant 1995                               |                            | Louis Rempnoulx du Vignaud | DVD       |                                          |
| mars 2001                                | mars 2014                  | Jacques Hourcastagnou      |           | Salarié retraité à la centrale de Paluel |
| mars 2014                                | mai 2020                   | Rémy Bellanger             | SE        |                                          |
| mai 2020                                 | En cours (au 10 août 2020) | Christophe Dubosc          |           |                                          |

## Démographie
L'évolution du nombre d'habitants est connue à travers les recensements de la population effectués dans la commune depuis 1793. Pour les communes de moins de 10 000 habitants, une enquête de recensement portant sur toute la population est réalisée tous les cinq ans, les populations de référence des années intermédiaires étant quant à elles estimées par interpolation ou extrapolation. Pour la commune, le premier recensement exhaustif entrant dans le cadre du nouveau dispositif a été réalisé en 2006.

En 2022, la commune comptait 162 habitants, en stagnation par rapport à 2016 (Seine-Maritime : +0,35 %, France hors Mayotte : +2,11 %).
| 1793 | 1800 | 1806 | 1831 | 1836 | 1841 | 1846 | 1851 | 1856 |
| ---- | ---- | ---- | ---- | ---- | ---- | ---- | ---- | ---- |
| 375  | 380  | 394  | 777  | 805  | 832  | 854  | 888  | 884  |

| 1861 | 1866 | 1872 | 1876 | 1881 | 1886 | 1891 | 1896 | 1901 |
| ---- | ---- | ---- | ---- | ---- | ---- | ---- | ---- | ---- |
| 887  | 854  | 794  | 802  | 710  | 662  | 601  | 555  | 532  |

| 1906 | 1911 | 1921 | 1926 | 1931 | 1936 | 1946 | 1954 | 1962 |
| ---- | ---- | ---- | ---- | ---- | ---- | ---- | ---- | ---- |
| 517  | 502  | 416  | 382  | 377  | 387  | 397  | 367  | 387  |

| 1968 | 1975 | 1982 | 1990 | 1999 | 2006 | 2011 | 2016 | 2021 |
| ---- | ---- | ---- | ---- | ---- | ---- | ---- | ---- | ---- |
| 337  | 282  | 242  | 205  | 207  | 195  | 183  | 162  | 161  |

| 2022 | - | - | - | - | - | - | - | - |
| ---- | - | - | - | - | - | - | - | - |
| 162  | - | - | - | - | - | - | - | - |

## Culture locale et patrimoine

### Lieux et monuments
- Église Notre-Dame (1849).
- Monument aux morts (1920).
- Château Saint-Jean du XIXe siècle.

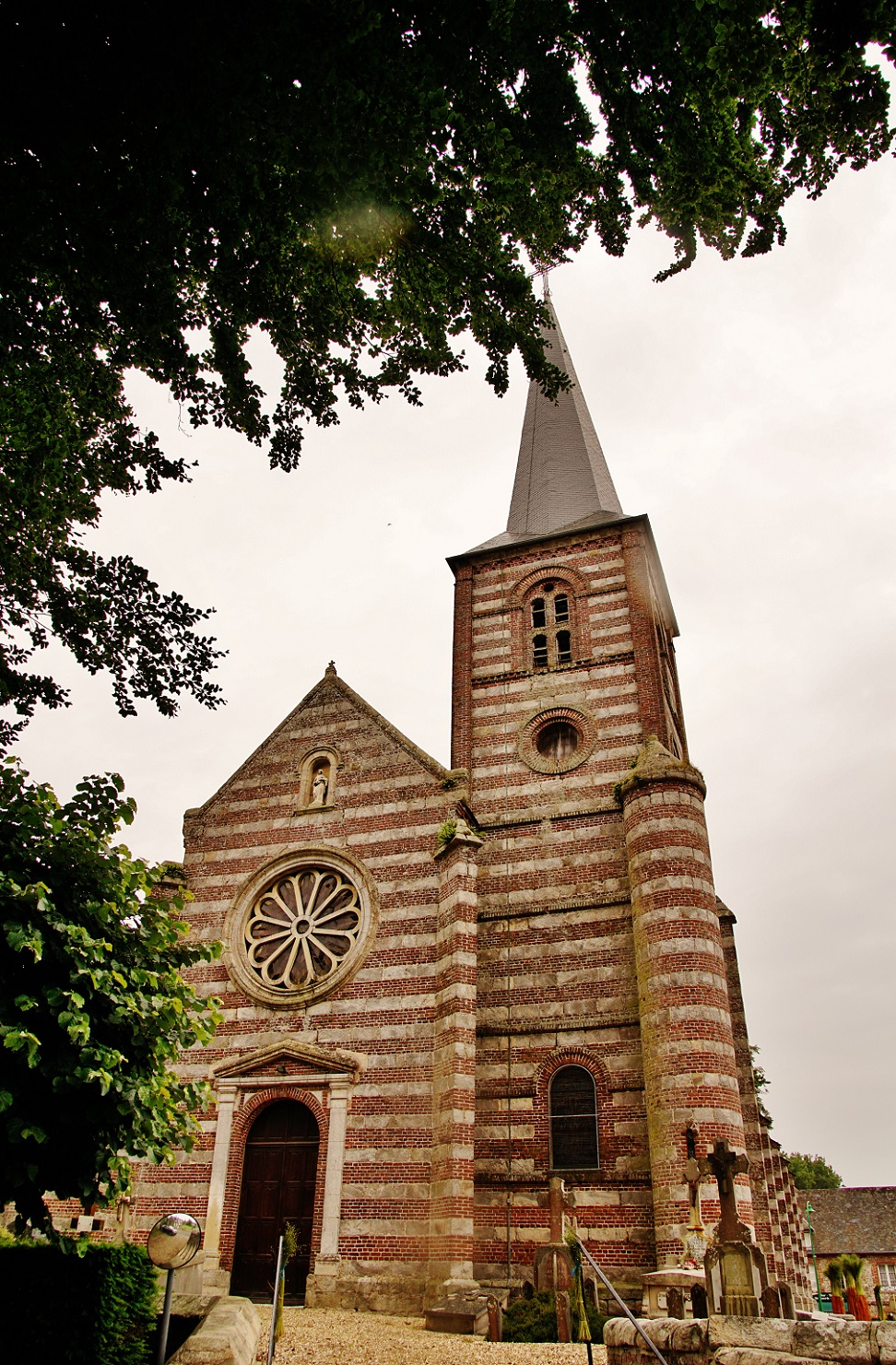
L'église paroissiale Notre-Dame.

- Manoir du Chapitre (reconstruit au XIXe siècle avec réemploi de matériaux : porte centrale, cheminée, escalier de chêne daté de 1674), colombier du XVIIIe siècle (à double usage, le pigeonnier est au-dessus du puits), chapelle du XVIIIe siècle et grange dîmière du XVIIe siècle.
- Manoir du Simplon, XVIe-XVIIIe siècles.

### Personnalités liées à la commune
- Gilbert Coullier, producteur de spectacles.
- Guy Bourdin, photographe, a longtemps eu sa résidence secondaire rue du Puits (son épouse repose dans le cimetière de la commune).

## Pour approfondir